# Здуни (Бродницький повіт)
Здуни (пол. Zduny) — село в Польщі, у гміні Сведзебня Бродницького повіту Куявсько-Поморського воєводства.
Населення — 176 осіб (2011).
У 1975-1998 роках село належало до Торунського воєводства.

## Демографія
Демографічна структура станом на 31 березня 2011 року:
|          | Загалом | Допрацездатний вік | Працездатний вік | Постпрацездатний вік |
| -------- | ------- | ------------------ | ---------------- | -------------------- |
| Чоловіки | 83      | 20                 | 56               | 7                    |
| Жінки    | 93      | 23                 | 51               | 19                   |
| Разом    | 176     | 43                 | 107              | 26                   |